# Teinostoma floridensis
Teinostoma floridensis är en snäckart som först beskrevs av Dall 1927.  Teinostoma floridensis ingår i släktet Teinostoma och familjen Vitrinellidae. Inga underarter finns listade i Catalogue of Life.